# Carla Simón i Pipó
Carla Simón i Pipó   (Barcelona, 29 de desembre de 1986) és una guionista i directora de cinema catalana.

## Biografia

### Estudis i primers treballs
Tot i néixer el 1986 a Barcelona, va créixer a les Planes d'Hostoles (Garrotxa). La sida li havia pres els seus pares quan tenia sis anys i se'n va anar a viure amb els oncles i amb una cosina. Aquesta experiència va ser la base del seu primer llargmetratge.
Va graduar-se en comunicació audiovisual a la Universitat Autònoma de Barcelona l'any 2009, després de fer una estada a la Universitat de Califòrnia, on va fer els seus primers curts, Women i Lovers, en col·laboració amb Marco Businaro.
El 2010 va fer un màster en Innovació i Qualitats Televisives, organitzat per Televisió de Catalunya, on va realitzar el capítol pilot d'una sèrie de ficció titulada La clínica, amb la participació dels actors Miquel Sitjar i Anna Casas. A La Clínica, Un home de mitjana edat es desperta de cop i volta en una estranya clínica geriàtrica sense saber qui és. A poc a poc, anirà descobrint el seu passat i desentranyant els misteris que amaguen l'equip de metges i pacients del centre El 2011, amb el suport d'una beca de l'Obra Social de la Caixa, va anar a estudiar a la London Film School. Allí, va escriure i dirigir el documental Born positive —sobre joves nascuts amb el VIH— i els curts Lipstick —on dos nens s'enfronten a la mort de l'àvia— i Les petites coses —on narra la relació entre la seva àvia i la seva tia. Ambdós curtmetratges van ser seleccionats per diversos festivals internacionals. Va estrenar també el curtmetratge experimental Llacunes l'any 2015, creada a partir de les cartes de la seva mare, Neus Pipó, una figura que després apareixerà també a la seva primera pel·lícula.

### Opera prima
El 2017 va estrenar el seu primer llargmetratge, Estiu 1993, que segons l'autora, té com a objectiu respondre el dubte de com explicar la mort a un menor i com entendre el que està succeint al seu voltant des dels silencis i els gestos.
És un guió autobiogràfic escrit per la mateixa Carla Simón, que narra la seva infància: amb sis anys és adoptada pels oncles materns, ja que la seva mare acaba de morir víctima de la sida, la mateixa malaltia que havia matat el pare tres anys abans. La pel·lícula planteja des de la mirada de la nena el procés d'adaptació difícil a la seva nova família d'adopció. Les dues nenes protagonistes estan interpretades per Laia Artigas, en el paper de Frida (assimilada com la mateixa Carla Simón), i Paula Robles, en el paper de la seva cosina petita, amb David Verdaguer i Bruna Cusí com els oncles que l'acullen en aquesta nova família.

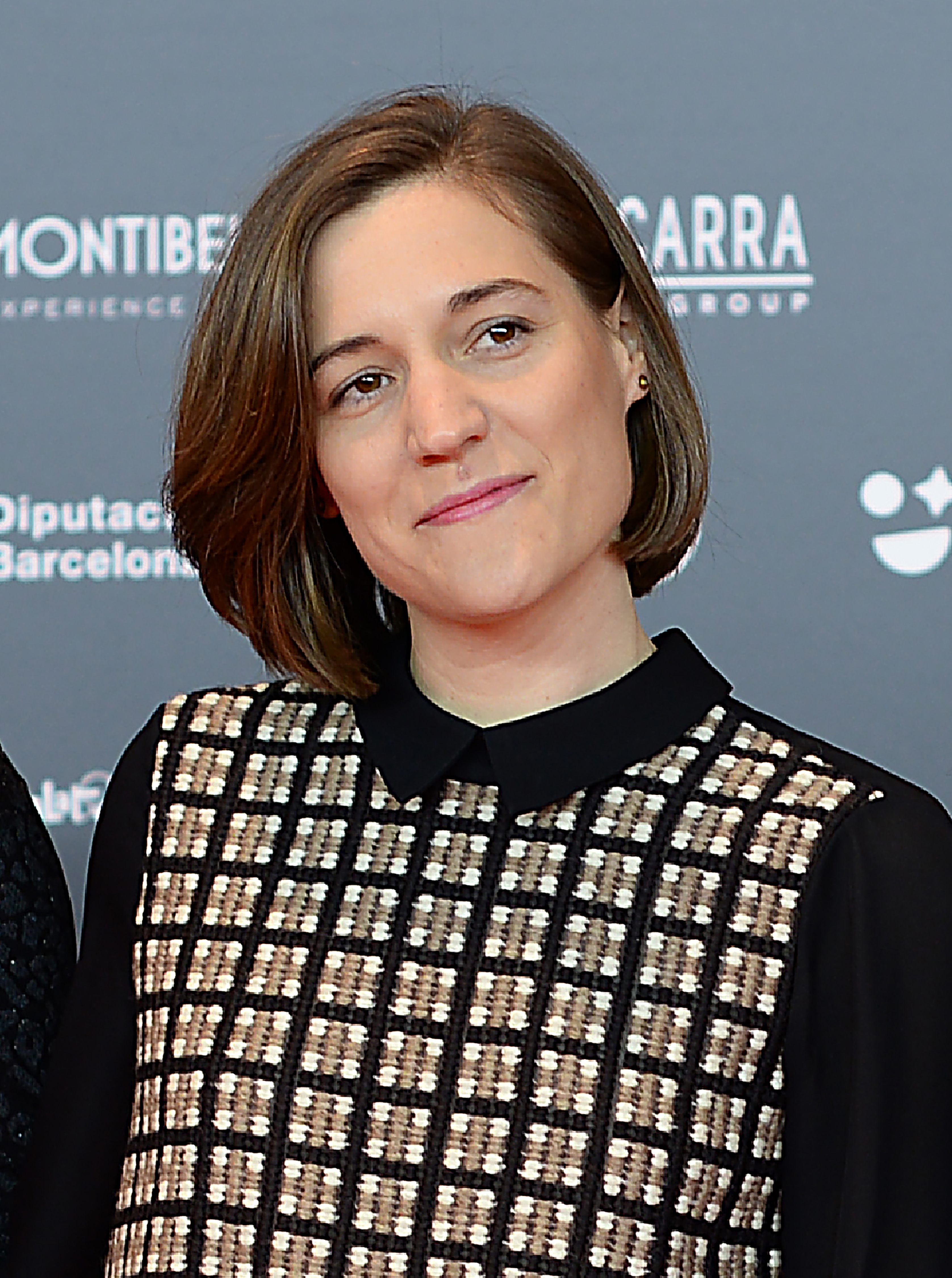
Simón, a la cerimònia dels premis Gaudí de 2020

La cinta va rebre nombrosos premis i nominacions: a la Berlinale (premis a millor opera prima i Gran Premi de la secció Generació Kplus), al Festival de Màlaga de cinema espanyol (Premi Dunia Ayaso i Bisnaga d'Or), al FIC-CAT (Premi del Jurat i Premi de la Crítica), al Festival Internacional de Cinema d'Istanbul (Premi especial del jurat) o al Festival Internacional de Cinema Independent de Buenos Aires (millor direcció). També va obtenir el Gaudí a la millor direcció, el Goya a la millor direcció novell, i el Premi Ciutat de Barcelona 2017 d'Audiovisuals per la seva excel·lència tècnica i artística i, especialment, pel treball que va fer amb les actrius. El setembre de 2017 la pel·lícula va ser escollida per l'Acadèmia de les Arts i les Ciències Cinematogràfiques d'Espanya per representar a Espanya als premis Oscar.
L'any 2019 va treure a la llum el curtmetratge Después también, el qual va rebre nombrosos premis i nominacions: als Premis Gaudí (nominació al millor curtmetratge) i Festival Internacional de Cinema de Cartagena de Indias (secció curts), entre d'altres.
En forma d'una conversa epistolar filmada, Carla Simón i la cineasta xilena Dominga Sotomayor van parlar sobre cinema, el present i passat familiar, herència i maternitat al curtmetratge documental Correspondència (2020). El treball va inaugurar el festival Filmets d'aquell any.
El 2020 va rebre un Premi Nacional de Cultura, atorgat pel Consell Nacional de la Cultura i de les Arts, com a «reconeixement a professionals que són referents per a les generacions més joves». Segons el CoNCA, «Simón ha esdevingut una clara font d’inspiració per a tota una fornada de directores catalanes». Aquell any també va codirigir amb Àlex Rigola el capítol «Vania» de la sèrie Escenario 0 (HBO), on adapta l'obra de teatre L'oncle Vània d'Anton Txékhov.
Des del juny de 2021 forma part de la nova Junta de l'Acadèmia del Cinema Català, presidida per la directora Judith Colell i Pallarès.

### Os d'Or per aAlcarràs
La pel·lícula Alcarràs va guanyar l'Os d'Or a la millor pel·lícula a la Berlinale de 2022. D'aquesta manera, es va convertir en la primera cineasta catalana a assolir aquest reconeixement. En recollir el premi, va dedicar-lo a la seva família que cultiva préssecs al Baix Segre.
Simón també ha escrit el guió del què es preveu que sigui el seu tercer llargmetratge.
El 2025 fou inclosa a la llista Forbes de les 100 dones més influents de Catalunya.

## Filmografia

### Direcció
- 2009 – Lovers
- 2009 – Women
- 2012 – Born positive
- 2013 – Lipstick
- 2014 – Les petites coses
- 2017 – Estiu 1993
- 2018 – Después también

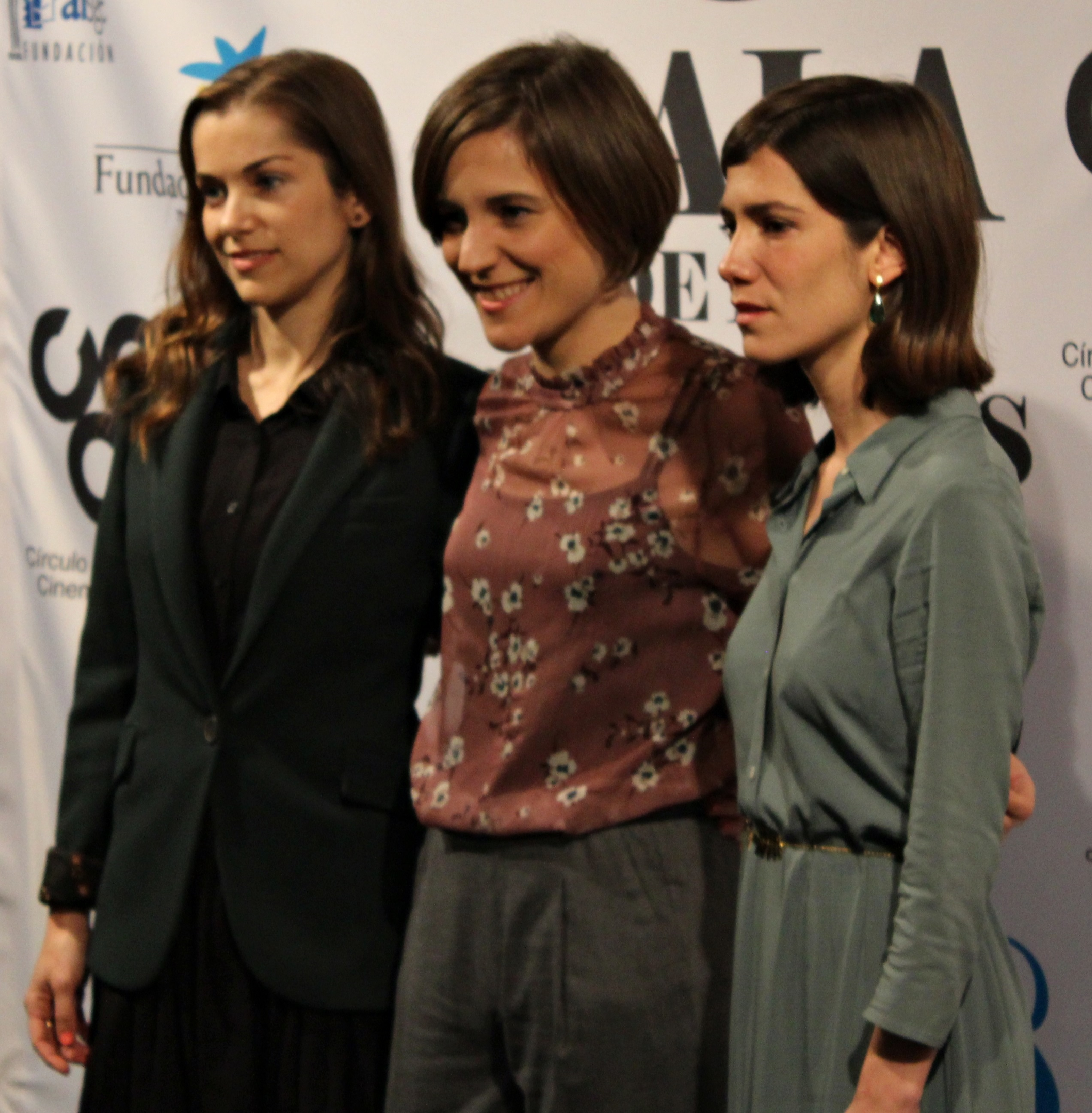
Simón, al centre, amb la productora María Zamora i l'actriu Bruna Cusí

- 2020 – Correspondència, codirigida amb Dominga Sotomayor
- 2022 – Alcarràs
- 2022 – Carta a mi madre para mi hijo
- 2025 – Romería

### Guionista
- 2012 – Born positive (documental)
- 2013 – Lipstick (curtmetratge)
- 2017 – Estiu 1993 (llargmetratge)
- 2018 – Después también (curtmetratge), coguionista amb Aina Clotet
- 2022 – Alcarràs (llargmetratge), coguionista amb Arnau Vilaró
- 2022 - Carta a mi madre para mi hijo (curtmetratge)

## Distincions personals
- 2020: Premi Nacional de Cultura[17]
- 2023: Premio Nacional de Cinematografía[23]
- 2025: Creu de Sant Jordi[24]

## Premis
Més enllà de reconeixements i mèrits en l'àmbit artístic, l'any 2025 va rebre la Creu de Sant Jordi atorgada per la Generalitat de Catalunya com a reconeixement a la seva tasca.

### Premis Gaudí
| Any  | Categoria           | Pel·lícula      | Resultat  |
| ---- | ------------------- | --------------- | --------- |
| 2018 | Millor pel·lícula   | Estiu 1993      | Guanyador |
| 2018 | Millor direcció     | Estiu 1993      | Guanyador |
| 2018 | Millor guió         | Estiu 1993      | Guanyador |
| 2020 | Millor curtmetratge | Después también | Nominat   |
| 2023 | Millor pel·lícula   | Alcarràs        | Guanyador |
| 2023 | Millor guió         | Alcarràs        | Guanyador |
| 2023 | Millor direcció     | Alcarràs        | Guanyador |

### Premis Goya
| Any  | Categoria                     | Pel·lícula                    | Resultat  |
| ---- | ----------------------------- | ----------------------------- | --------- |
| 2018 | Millor guió original          | Estiu 1993                    | Nominat   |
| 2018 | Millor direcció novell        | Estiu 1993                    | Guanyador |
| 2023 | Millor guió original          | Alcarràs                      | Nominat   |
| 2023 | Millor direcció               | Alcarràs                      | Nominat   |
| 2024 | Millor curtmetratge de ficció | Carta a mi madre para mi hijo | Pendent   |